# Mitch Ryder
Mitch Ryder, geboren als William S. Levise, Jr. (Hamtramck, 26 februari 1945), is een Amerikaanse rockzanger.

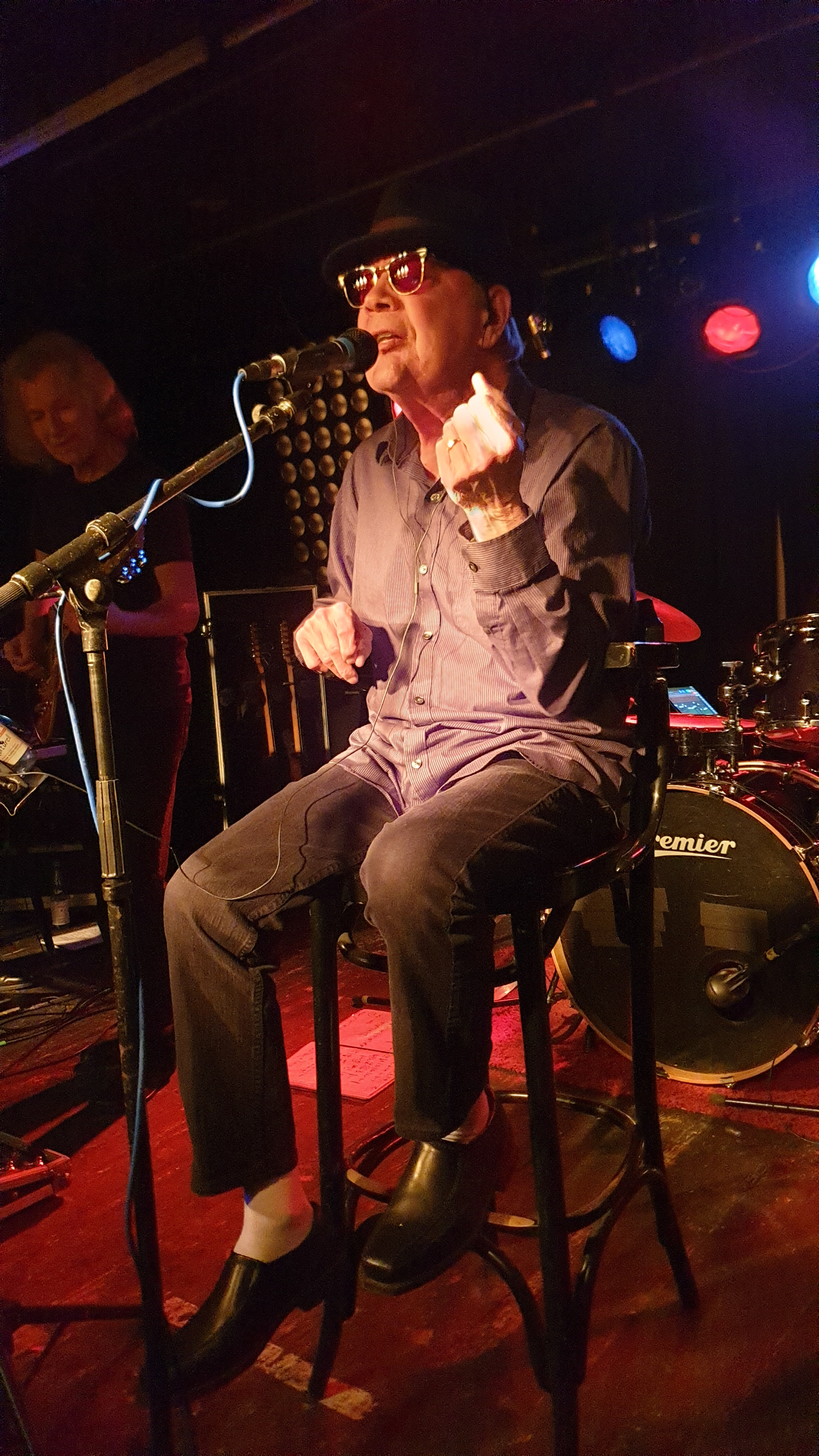
Mitch Ryder, Nachtleben Frankfurt 2023

## Jeugd
Mitch Ryder speelde reeds als scholier in de r&b-band The Tempest. Op 17-jarige leeftijd nam hij de single That's What It's Going To Be / Fool For You op bij het kleine label Carrie uit Detroit en trad hij op als frontman van het afro-zangtrio Peps.

## Carrière
In 1962 richtte hij zijn eigen band Billy Lee & the Rivieras op. In 1965 werd de naam van de band, die kort daarvoor naar New York waren verhuisd, op aanraden van hun manager Bob Crewe gewijzigd in Mitch Ryder & the Detroit Wheels. Aanleiding daarvoor was een naamconflict met een andere band, die zich ook The Rivieras noemden en die de single California Sun op de markt hadden gebracht.
Mitch Ryder & the Detroit Wheels vormden de muzikale brug tussen de Detroitse Motown-soul, de puristische soul in de stijl van James Brown en de energieke rock-'n-roll van de jaren 1950, zoals het later werd verder ontwikkeld door artiesten als MC5, Grand Funk Railroad, Ted Nugent en Bob Seger.
In de bezetting Mitch Ryder, Jim McCarty en Joe Cubert (gitaar), Earl Elliott (bas) en Johnny 'Bee' Badanjek (drums) hadden ze in 1965 hun eerste hit met Jenny Take a Ride. Er volgden C.C. Rider, Jenny, Jenny, Little Latin Lupe Lu, een medley uit Devil With a Blue Dress On, Good Golly Miss Molly, Sock It To Me Baby! en ten laatste weer een medley uit Too Many Fishes In The Sea en Three Little Fishes.
In 1967 startte Mitch Ryder eveneens op aanraden van Bob Crewe een solocarrière. Zijn optredens in Las Vegas, met een bigband als steun, waren echter commercieel niet erg succesvol. Voordat hij terugkeerde naar Detroit, maakte hij in Memphis opnamen met Booker T. & the M.G.'s en The Memphis Horns. Na een intermezzo met de soulband Liberty nam Ryder in 1971 bij de kort bestaande superband Detroit, bestaande uit Steve Hunter (gitaar), Ron Cooke (bas), Brett Tuggle (gitaar), Harry Phillipps (toetsen), Dirty Ed (percussie) en Detroit Wheels-drummer Johnny 'Bee' Badjanek, alleen een enkel album en drie singles op voor Paramount Records.
Teleurgesteld keerde Ryder de muziekbusiness voor vijf jaar de rug toe en woonde in Denver. Terug in Detroit, tekende hij een contract met Line Records in Hamburg en publiceerde albums, die vooral in Europa voor aandacht zorgden.
Hij werd bekend bij een breed Europees publiek dankzij zijn legendarisch Full Moon-optreden tijdens de vijfde WDR-Rockpalast-nacht in de Grugahalle in Essen op 6/7 oktober 1979, toen hij zich, schijnbaar onder invloed van drugs, eerst met zijn band, dan tijdens een interview met de presentator Alan Bangs en ten slotte met het publiek uiteenzette, maar desondanks een concert met hoge atmosferische compactheid voltooide. Alan Bangs beschreef Ryders volgende optreden als een van de beste voorstellingen, die hij ooit had meegemaakt. Volgens een actuele WDR-documentaire over 40 jaar Rockpalast had hij zich zonder twijfel met zijn band tijdens de onverwachts lange wachttijd tot aan zijn optreden tegen twee uur 's morgens alleen maar bedronken.
In 1983 keerde Ryder terug in het rockcircuit met het album Never Kick a Sleeping Dog, geproduceerd door Little Bastard, een pseudoniem voor John Cougar Mellencamp. Met de coverversie When You Were Mine van Prince keerde hij weer terug in de onderste regionen van de Billboard Hot 100.
Tijdens de eeuwwisseling wordt Mitch Ryder voornamelijk populair in Europa, maar vooral in Duitsland. Zijn begeleidingsband in Europa is de Duitse band Engerling, waarmee hij sinds 1994 sporadisch, sinds 2002 jaarlijks van januari tot maart op tournee gaat. De band was ook betrokken bij de cd-productie Rite of Passage (1994), The Old Man Springs a Boner (2003), A Dark Caucasian Blue (2004) en The Acquitted (2006).
In 2008 verscheen zijn nieuwste werk You Deserve My Art, eveneens opgenomen met Engerling. Het concert in februari 2008 in het Kesselhaus in der Kulturbrauerei in Berlijn droeg Ryder op aan zijn zuster, die een uur voor aanvang van de show was overleden.

## Discografie

### Singles
Mitch Ryder Solo - Bill Lee And The Rivieras
- 1962: That's The Way It's gonna Be / Fool For You
- 1962: You Know / Won't You Dance With Me

Mitch Ryder & The Detroit Wheels
- 1965: I Need Help / I Hope
- 1965: Jenny Take A Ride / Baby Jane (Mo Mo Jane)
- 1966: Break Out / I Need Help
- 1966: Takin' All I Can Get / You Get Your Kicks
- 1966: Devil With A Blue Dress On – Good Golly Miss Molly
- 1966: I Had It Make
- 1967: Sock It To Me Baby / I Never Had It Better
- 1967: Too Many Fish In The Sea / One Grain Of Sand
- 1967: Joy / I'd Rather Go To Jail
- 1967: You Are My Sunshine / Wild Child
- 1967: Come See About Me / Take The Time
- 1967: You Get Your Kicks / Ruby Baby

Mitch Ryder solo
- 1967: What Now My Love / Blessing In Disguise
- 1967: Personality-Chantilly Lace / I Make A Fool Of Myself
- 1967: Baby I Need Your Lovin' (plus Theme For Mitch / Ring Your Bell)
- 1969: Sugar Bee / I Believe
- 1969: It's Been A Long Time / Direct Me
- 1979: Nice And Easy / Passions Wheel
- 1979: Freezin' In Hell / Long Hard Road
- 1979: Rock And Roll / Soul Kitchen (Live in Essen 79)
- 1980: Ain't Nobody White / It's My Life
- 1980: War / I Don' t Wanna Hear It
- 1980: We're Gonna Win / Beyond The Wall / Bare Your Soul
- 1981: Red Scar Eyes / We're Gonna Win
- 1983: Er ist nicht mein Präsident / Berlin
- 1983: When You We're Mine / Stand
- 1985: Like A Rolling Stone / Can Do
- 1985: Good Golly Ask Ollie / Good Golly Ask Ollie (Dun Mix)
- 1992: Do You Feel Alright / Bye Bye Love / Devil With ... / Good Golly Miss Molly

Detroit feat. Mitch Ryder
- 1971: It Ain't Easy / Long Neck Goose
- 1972: Rock And Roll / Box Of Old Roses
- 1972: Ohh-La la La-Dee Da Doo / Gimme Shelter

Mitch Ryder & Engerling
- 1994: See You Again (richtig See Her Again )/ Actually / By The Feel

### Albums
Mitch Ryder & The Detroit Wheels
- 1966: Take A Ride
- 1966: Breakout
- 1967: Sock It To Me
- 1967: All Mitch Ryder Hits
- 1967: All The Heavy Hits
- 2005: Jenny Take A Ride

Detroit & Mitch Ryder
- 1971: Detroit
- 1997: Get Out the Vote-Live at the Hill Auditorium - April 1, 1972

Mitch Ryder solo
- 1967: What Now My Love
- 1969: The Detroit-Memphis Experiment
- 1979: How I Spent My Vacation
- 1980: Naked But Not Dead
- 1981: Got Change For A Million
- 1981: Live Talkies
- 1982: Smart Ass
- 1983: Never Kick A Sleeping Dog
- 1986: In The China Shop
- 1988: Red Blood White Mink
- 1992: La Gash (cd)
- 1996: At The Logo Hamburg
- 1999: Monkey Island
- 1999: The Essential Recordings: incl. In The China Shop, Live Talkies, La Gash
- 1999: War - Best (1979-94) (Zounds, alle titels digitaal geremasterd)
- 2005: Devil With Her Blue Dress Off (studio-opnamen van oude VS-hits uit 1991)
- 2009: Detroit Ain't Dead Yet (The Promise)
- 2023: Georgia Drift

Mitch Ryder & Engerling
- 1994: Rite Of Passage
- 2003: The Old Man Springs A Boner
- 2004: A Dark Caucasian Blue
- 2006: The Acquitted Idiot
- 2006: Red Scar Eyes
- 2008: You Deserve My Art
- 2009: Air Harmonie (live in Bonn 2008)
- 2013: It's Killing Me

### Dvd's
- 2004: Mitch Ryder - At Rockpalast 1979 & 2004 (2004 feat. Engerling )

- Bibliothèque nationale de France: cb138993077 (data)
- Gemeinsame Normdatei: 134505123
- International Standard Name Identifier: 0000 0000 7367 0313
- Library of Congress Control Number: n94030278
- MusicBrainz: b1d8fd63-45b2-4f13-a369-78b0a91eb7d3
- Istituto Centrale per il Catalogo Unico: DDSV113861
- SNAC: w6863763
- Système universitaire de documentation: 233108246
- Virtual International Authority File: 74038814
- WorldCat: E39PBJy4fryQFVjt7DTRG3BMfq